# 五代耀州窑青釉刻花提梁倒流壶
五代耀州窑青釉刻花提梁倒流壶，耀州窑五代时期的瓷器，1968年出土于陕西彬县，国家一级文物，国家文物局于2013年8月19日将其列入了《第三批禁止出境展览文物目录》，现藏于陕西历史博物馆。

## 形制外观
该壶通高18.3厘米，腹径14.3厘米，腹深12厘米，足径8.7厘米。器身近于球形，壶盖与器身连为一体，提梁为凤凰，流为堆贴子母狮形象，通体施有青釉，腹部满刻四朵盛开的缠枝牡丹花。